# Caminho a Cristo
Caminho a Cristo é um livro evangelístico escrito por Ellen White, co-fundadora e profetisa da Igreja Adventista Do Sétimo Dia. Publicada originalmente em inglês em 1892 pela Fleming H. Revell Company. O copyright foi adquirido pela Review and Herald, publicadora Adventista do Sétimo Dia, e sua primeira impressão foi feita em 1896. Um primeiro novo capítulo, "O Amor de Deus pelo Homem" foi acrescentado por solicitação da casa publicadora adventista no Reino Unido (Stanborough Press) em 1893 a fim de garantir direitos autorais. Este é talvez o mais popular e amplamente livro lido da autora, impresso em mais de 150 línguas ao redor do mundo.
Caminho a Cristo discute como conhecer Jesus Cristo em um nível pessoal. Cobre os tópicos de arrependimento, confissão, fé, aceitação, crescimento em Cristo, e oração.

## Publicação
Caminho a Cristo, ocupa um lugar especial na história adventista e é um dos livros mais traduzidos de todos os tempos por qualquer autor. Sua publicação ocorreu no início de um período no ministério de Ellen White, de cerca de 1890 até o início de 1900, quando ela publicou vários livros sobre a vida de Cristo. 
Steps to Christ foi amplamente publicado pela Review and Herald Publishing Association e Pacific Press em várias edições e por outras editoras sob domínio público. Vários títulos foram distribuídos ao longo dos anos com diferentes ilustrações de capa. Outros títulos conhecidos incluem Happiness Digest, The Road to Redemption, The Path to Peace e Finding Peace.
Versões contendo caixas com comentários adicionais inseridos têm sido publicados para jovens.
O "Project Steps to Christ" é uma tentativa de enviar uma cópia para cada casa nos Estados Unidos. Como parte desse esforço mais de 18 milhões de livros foram distribuídos. Um projeto semelhante está a caminho na Bulgária com a expectativa de distribuir um milhão de cópias.

## Traduções
Como foi afirmado, este livro foi impresso em mais de 150 idiomas em todo o mundo. 